# Pepin (commune du Wisconsin)
Pour les articles homonymes, voir Pépin.
Pepin est une petite commune américaine du Comté de Pepin, dans l'État du Wisconsin. Elle englobe le village de Pepin situé sur la rive du lac Pepin.

## Histoire
Pepin doit son nom aux explorateurs français et aux coureurs des bois canadiens-français qui parcouraient cette contrée au XVIIe siècle. Le roi Louis XIII de France aurait accordé une grande parcelle de terre dans la vallée du fleuve Mississippi à deux frères, Étienne Pepin de la Fond et Guillaume Pepin de la Fond dit Tranchemontagne. Les fils de Guillaume, Pierre Pepin et Jean Pepin, explorèrent à leur tour la région de la Haute-Louisiane et du Pays des Illinois et leur patronyme resta attaché au village, à la commune, au comté et au lac voisin.

## Géographie
La commune de Pepin est située à l'Ouest de l'État du Wisconsin le long du fleuve Mississippi.
Au recensement de 2000, la population s'élevait à 580 personnes.
Le Bureau du recensement des États-Unis indique une superficie de 136 km2 pour la commune de Pepin.

## Lien externe

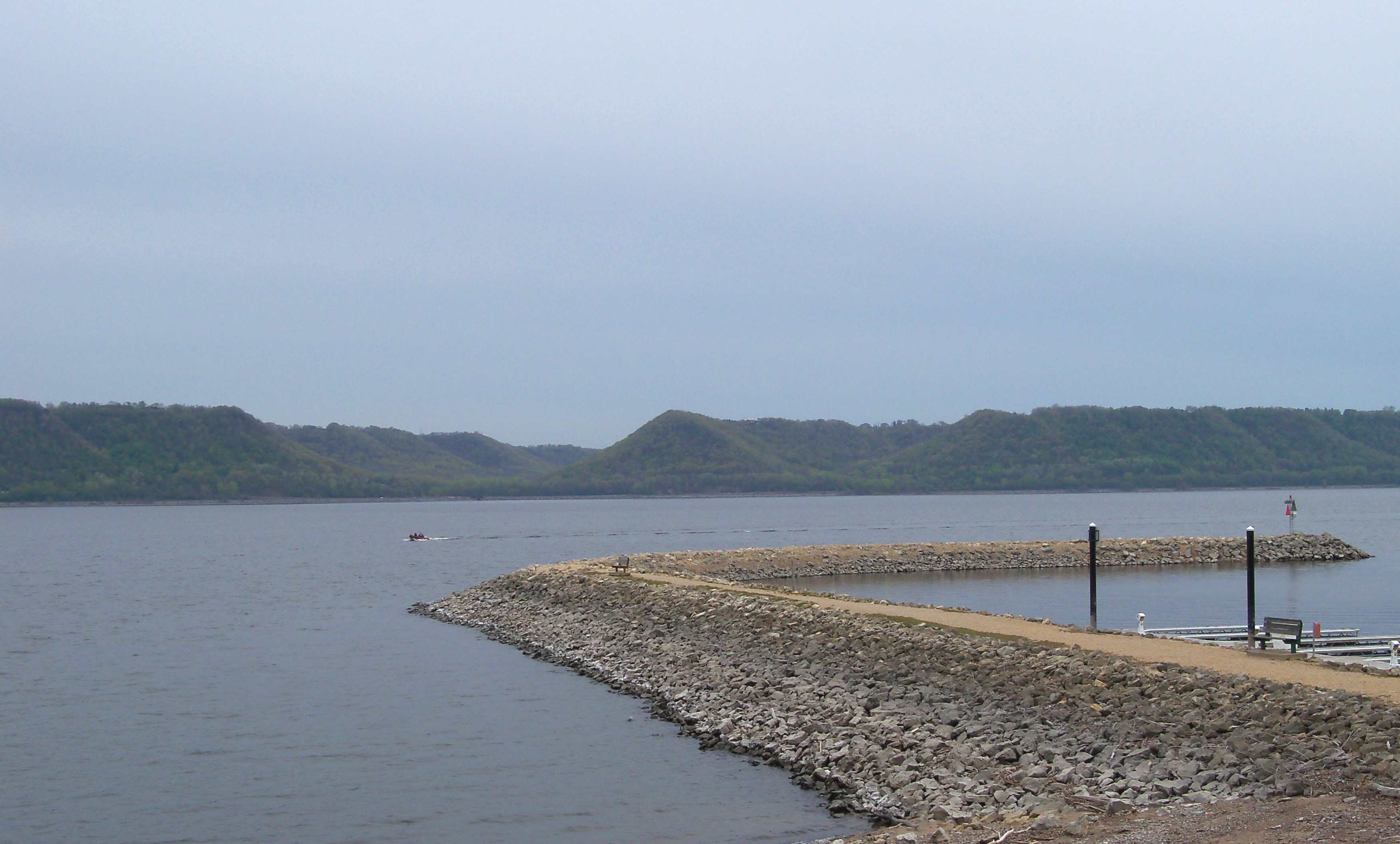
Vue du lac Pepin et du Parc d'État de Frontenac.